# Jürgen Klute
Pour les articles homonymes, voir Klute.
Jürgen Klute, né le 13 octobre 1953 à Bünde, est un homme politique allemand, député au Parlement européen de 2009 à 2014. Adhérent du parti Die Linke, il fait partie du groupe Gauche unitaire européenne/Gauche verte nordique, et est membre de la commission des affaires économiques et monétaires. Il est auparavant pasteur protestant.

## Études
Né en octobre 1953, dans la région de Westphalie, au Nord-Ouest de l’Allemagne, Jürgen Klute fait des études en théologie, avec une spécialisation au Brésil en Théologie de la libération. Il passe son premier examen de théologie en 1982 et son second examen de théologie en 1984. 

## Expérience professionnelle
De 1982 à 1986, il travaille comme enseignant indépendant à l'Institut de pédagogie théologique de l'Église protestante de Hesse électorale-Waldeck, spécialisé dans les problématiques de la paix et du dialogue interculturel. Il est ensuite aumônier au lycée d'enseignement professionnel de Bad Berleburg entre 1984 et 1986. De 1986 à 1989, il participe au projet « Le monde du travail dans l'industrie et l'Église » conduit par l'association inter-paroissiale de Gladbeck-Bottrop-Dorsten, à Dorsten. Depuis 1988, il est co-éditeur et membre du comité de rédaction de la revue AMOS - Kritische Blätter aus dem Ruhrgebiet. Entre 1989 et 2006, il assure la fonction de responsable du comité inter-paroissial d'action sociale (service de l'Église dans le monde du travail) de l'association inter-paroissiale de Herne. Il est également, de 2001 à 2006, trésorier et membre du bureau du « European Contact Group », réseau œcuménique européen du service des Églises dans le monde du travail, qui a son siège à Prague. Il est directeur d'études du département d'éthique sociale de l'École supérieure de l'Église protestante de Bochum à partir de 2007.

## Parcours politique
Il est membre du bureau fédéral du WASG (Alternative électorale travail et justice sociale), l'un des deux partis à l'origine de la création de Die Linke de 2006 à 2007. À la création de Die Linke en 2007, il devient membre du bureau du parti, puis membre de son bureau fédéral à partir de 2008. Il participe de plus au bureau de la section du parti dans l'arrondissement de Herne depuis 2007. Depuis 2006, il est membre consultatif de la commission des affaires culturelles et des sports de la RVR (communauté de communes de la région de la Ruhr).

### Travail comme député européen
Jürgen Klute devient député européen en 2009. Il rejoint, comme ses autres collègues de Die Linke, le groupe de la Gauche unitaire européenne/Gauche verte nordique (GUE/NGL). Au Parlement européen, il développe un travail en faveur de ses convictions syndicales et pacifistes.

#### Délégation européenne avec l'Amérique Latine

##### Travail informatif et campagne contre les Traités de Libre Échange
Membre actif de la Délégation à l'Assemblée Parlementaire Euro-Latino-Américaine (EuroLat), Jürgen Klute travaille à l'établissement de relations équitables entre les deux régions. Il devient un ferme opposant aux Accords de Libre Échange (ALE) et s'efforce d'informer la population et ses collègues députés sur ce qu'il considère comme leur impact négatif. Dans ce but, il interpelle a plusieurs reprises et sur plusieurs formes la Commission européenne et le Conseil européen, il organise des conférences avec des paysans, des leaders sociaux qui seront directement impactés par les traités et des politiques latino-américains. Lors de deux derniers sommets d’EuroLat, il contribue à l'élaboration de déclarations alternatives, avec des députés progressistes latinos, à Cuenca 2010 et Montevideo 2011, qui réclament des accords commerciaux justes, équitables et qui tiennent compte des asymétries.
Ferme défenseur des droits humains, il relaye au niveau européen la campagne lancée par des étudiants colombiens en France, contre l’ex-président colombien Álvaro Uribe qui venait d’être nommé professeur dans une école d’ingénieur. Après deux mois, Uribe est remercié. Jürgen Klüte, interviewé par les médias, demande que l’ancien président soit « déclaré persona non grata dans tous les centres d’enseignement ».
Il propose à son groupe parlementaire la GUE/NGL la candidature de la Communauté de Paix de San José de Apartadó, au prix Sakharov pour la liberté de pensée. Cette proposition obtient un fort retentissement au sein du Parlement, la communauté de paix faisant partie des trois finalistes. Cette action confère une forte visibilité aux luttes pacifiques de la population paysanne dans le cadre du conflit armé en Colombie, pays qui venait tout juste de signer le Traité de Libre Échange avec l’Union européenne.

#### Commission des affaires économiques et monétaires
Jürgen Klute est élu pour son groupe politique la GUE/NGL comme coordinateur de la Commission des affaires économiques et monétaires du Parlement Européen. Il est rapporteur pour la législation « Accès au compte bancaire de base » pour tous les citoyens. Il est très favorable à une forte réglementation du système financier, notamment sur le Dossier MIFID II, pour lequel il organise une grande conférence au sein du Parlement. Il se prononce en faveur de la taxe sur les transactions financières.